# 韓國遠紅外線協會
韓國遠赤外線協會（한국원적외선협회，KFIR）是韓國的一個社團法人，由韓國的遠紅外線產品的生產商組成。協會在1997年5月9日於按照韓國中小企業廳註冊成立。
協會還有附設的「遠赤外線應用評價研究所」（원적외선응용평가연구소），地址位於首爾市松坡區石村洞174-12番地，鄰近首爾地鐵8號線的石村站，負責為遠紅外線產品提供獨立的認證。

## 功能
- 制訂業界標準，例如：有關遠紅外線產品的放射率及放射能[3]、放射強度[4]、負離子產生[5]、熱化[6]與對紅血球及腦電波的影響[7]、除臭[8]、以及抗霉菌[9]與細菌[10]的標準及測定方法。

## 外部連結
- 官方網頁 （页面存档备份，存于）